# 夹边沟村
夹边沟村，中国甘肃省酒泉市肃州区三墩镇下辖的行政村之一，地处巴丹吉林沙漠边缘，因村子的一边为被当地人叫“边墙”的古长城，另一边是排洪沟而得名。曾有大量劳教人员饿死的夹边沟农场就位于该村附近，距离该村约有1公里。